# Coltines
Coltines – miejscowość i gmina we Francji, w regionie Owernia-Rodan-Alpy, w departamencie Cantal.
Według danych na rok 1990 gminę zamieszkiwało 358 osób, a gęstość zaludnienia wynosiła 19 osób/km² (wśród 1310 gmin Owernii Coltines plasuje się na 501. miejscu pod względem liczby ludności, natomiast pod względem powierzchni na miejscu 491.).